# Jam Kuradoberi
Jam Kuradoberi è un personaggio immaginario appartenente alla serie di videogiochi Guilty Gear.
Jam è una cuoca esperta che sogna di aprire un proprio ristorante, ma non possiede il denaro necessario. Per questo decide di usare le sue abilità nelle arti marziali e diventare una cacciatrice di taglie.

## Design
Jam è alta 163 centimetri, con lunghi capelli castani raccolti in un anello che le scende lungo la vita, fissati sulla sommità del capo con una lattina da tè "Pokka Oolong". Ha occhi castani, carnagione chiara e un fisico molto atletico. Il suo costume è un abito aderente in stile cinese, in seta rossa con rifiniture nere. È privo di maniche, arriva alla parte superiore delle cosce ed è tagliato in alto sopra l'anca. Sotto di esso indossa una seconda gonna bianca con bordi rossi, di lunghezza simile al vestito rosso, ma che copre i fianchi, cosa che l'abito principale non fa. Sulle braccia porta ampie "maniche" separate, sempre in seta rossa con bordature nere, tenute ferme da cinghie sul bicipite superiore. Ai piedi indossa stivali rossi con tacco alto e rifiniture nere.

## Biografia
In Guilty Gear X, Jam vaga alla ricerca di ingredienti mistici, presumibilmente dopo aver sentito voci secondo cui si troverebbero in "The Devil's Living Place", dove risiede Dizzy. Quando incontra Testament, afferma di essere alla ricerca di "ingredienti", parola che egli fraintende come "espiazione", poiché in giapponese i due termini sono omofoni.  Dopo aver sconfitto Testament, Jam affronta Dizzy, la quale crede erroneamente che Jam voglia ucciderla o forse mangiarla. In uno dei finali, Jam riesce a ottenere gli ingredienti desiderati, presumibilmente sconosciuti all’umanità; in un altro, il campo viene incendiato durante la battaglia. In entrambi i casi, Jam sconfigge Dizzy e le due si separano probabilmente in termini amichevoli. Secondo quanto riportato in Guilty Gear XX, Jam in seguito si prende il merito per la sconfitta di Dizzy e utilizza il denaro della ricompensa per avviare il proprio ristorante.
Jam ha bisogno di ottenere prestiti per mantenere il suo ristorante in attività. Quando Chipp Zanuff la visita chiedendole di votarlo come presidente, lei accetta a condizione che diventi un cliente abituale del suo locale. Dopo una cena abbondante, tuttavia, Chipp fugge senza pagare il conto. Successivamente, Robo-Ky entra nel ristorante con l’ordine di arrestarla, e lo scontro che ne segue causa la distruzione del locale. Slayer le suggerisce di ampliare il menù con una maggiore varietà di piatti, così Jam cerca Baiken per imparare a cucinare cibo giapponese, senza successo. A un certo punto viene affrontata da Crow e da una copia di Justice. Alla fine, ha l’idea di attirare più clienti assumendo camerieri attraenti, e finisce per offrire un lavoro a Bridget. (Percorso 1)
Se il giocatore sconfigge la copia di Justice utilizzando la tecnica Instant Kill di Jam, quest'ultima costringe i militari a entrare nel suo ristorante, nonostante Potemkin tenti di sottrarle Crow. In seguito, Jam serve un pasto ad Axl Low e affronta un’unità Robo-Ky nel tentativo di riottenere Crow.La confusione che ne deriva causa un effetto imprevisto: Axl viene trascinato involontariamente in un viaggio temporale, portando con sé Jam, i Robo-Ky e Crow. Jam, sconvolta all’idea di non poter gestire il suo ristorante in un’altra linea temporale, sfoga la sua frustrazione contro tutti i presenti. (Percorso 2)
In Guilty Gear Xrd -REVELATOR-, Jam ha un ruolo secondario. Haehyun ordina del riso fritto, che viene preparato e servito da Jam. Haehyun le parla del ki, affermando che con il suo atteggiamento resterà sempre una ristoratrice di seconda categoria, nonostante le sue abilità. Tuttavia, quando assaggia il riso fritto, rimane sorpresa dal sapore, e Jam spiega che quella pietanza rappresenta il suo contributo.